# Marain
Il Marain è una immaginaria  lingua artificiale usata dalla Cultura nei romanzi dello scrittore di fantascienza Iain Banks.
La Cultura ritiene fondata l'ipotesi di Sapir-Whorf (forse ne ha provato la veridicità), secondo cui la lingua influenza la società da cui è parlata. Per questo motivo, circa diecimila anni prima delle storie narrate nei romanzi del ciclo, le Menti più intelligenti della Cultura crearono il Marain affinché potesse sfruttare questo effetto. Un commento in relazione a questa caratteristica della lingua viene fatto dal narratore ne L'impero di Azad (The Player of Games) a proposito dei pronomi di genere specifico in inglese (n.d.t. nella versione originale del libro). Il Marain, infatti, solitamente non distingue i generi in base al sesso e nella maggior parte dei casi si limita ad utilizzare un solo pronome personale, applicabile sia ai maschi che alle femmine, ai neutri, agli indecisi, ai robot, alle Menti e alle altre macchine senzienti. Naturalmente questo non vuol dire che in Marain non vi siano dei modi per esprimere il sesso di una persona, solo che non vengono mai usati nella lingua di tutti i giorni.
Coloro che usano il Marain la considerano una lingua foneticamente piacevole e bella dal punto di vista funzionale.
(L'impero di Azad, pag. 281, Iain Banks)

## Scrittura
La maggior parte dei simboli dell'alfabeto Marain sono basati su un modulo quadrato formato da una griglia di nove punti disposti su una base 3x3. Sono rappresentazioni diagrammatiche di un numero binario composto da nove cifre, un byte. Fin dall'inizio, infatti, sono stati ideati in questo modo affinché fosse possibile rendere la lingua sotto forma di codice binario con il maggior risparmio informazionale possibile.
La lettera "g" visibile nell'immagine sulla destra può essere rappresentata dal codice binario 010011110, cioè 158 in base 10. Questo significa che vi è un totale di 512 valori (o simboli) possibili, da 0 a 511.
Ogni simbolo è stato progettato in maniera tale da poter essere ruotato e specchiato senza che per questo venga confuso con altri simboli alfabetici primari. Le versioni ruotate vengono utilizzate in genere per rappresentare fonemi simili all'originale ma con una differente vocalizzazione. Questa flessibilità permette all'alfabeto Marain di riprodurre accuratamente i suoni di qualunque lingua parlata dagli umanoidi.